# 祖國陣線 (奧地利)
祖國陣線（德語：VaterländischeFront，VF）是奧地利聯邦國的極右翼民族主義和社團主義政治組織。它聲稱是無黨派運動，旨在團結奧地利全體人民，克服政治和社會分歧 。它由基督教社會黨領袖恩格爾伯特·陶爾斐斯於1933年成立，是當時奧地利唯一合法允許的政黨。它支持天主教會，並且不主張其他意識形態。它支持奧地利民族主義和獨立於德意志之外，其基礎是保護奧地利的天主教身份不受他們認為是新教徒統治的德國所侵害。1938年在奧地利被德國吞併之後，祖國陣線立即被取締。